# Poecilimon naskrecki
Poecilimon naskrecki är en insektsart som beskrevs av Ünal 2001. Poecilimon naskrecki ingår i släktet Poecilimon och familjen vårtbitare. Inga underarter finns listade i Catalogue of Life.